# Wild Child (W.A.S.P.)
Wild Child è il nono singolo degli W.A.S.P..
Registrata nel 1985 e pubblicata come singolo nel 1986, la canzone è stata pubblicata per la prima volta nell'album The Last Command.
Nel 2014 è stata indicata come la 24ª più grande canzone pop metal da Yahoo! Music.

## Tracce
1. Wild Child (The Wild Remix) 04:06
2. Mississippi Queen / L.O.V.E. Machine (live at the Lyceum, 1984)

## Formazione
- Blackie Lawless - voce, basso
- Randy Piper - chitarra
- Chris Holmes - chitarra
- Steve Riley - batteria

## Curiosità
Alexi Laiho, il cantante dei Children of Bodom è soprannominato Wildchild proprio in onore di questa canzone, che riscosse il suo favore.